# ترینیداد
ترینیداد (به اسپانیایی: Isla Trinidad) بزرگترین جزیرهٔ کشور ترینیداد و توباگو است. این جزیره جنوبی‌ترین جزیرهٔ دریای کارائیب است که تنها ۱۱ کیلومتر با کرانه‌های ونزوئلا فاصله دارد. ترینیداد ۴٬۷۶۸ کیلومتر مربع مساحت دارد.
می‌نماید که نام نخستین این جزیره ایئِره بوده باشد که به زبان مردمان آراواک معنای پرندهٔ پر سر و صدا می‌دهد. کریستوف کلمب در سومین سفرش به آمریکا در ۱۴۹۸ میلادی آنجا را کشف نمود و نام جزیره را به ترینیداد که نامی‌است مذهبی و اشاره به سه‌گانه‌باوری مسیحی دارد برگرداند.
ترینیداد در دورهٔ پس از استعمار میان اسپانیاییان، فرانسویان، انگلیسیان و هلندی‌ها دست به دست شد ولی برندهٔ پایانی انگلستان بود. ترینیداد سرانجام در قالب کشور ترینیداد و توباگو در سال ۱۹۶۲ از انگلستان استقلال یافت و در ۱۹۷۶ دارای حکومت جمهوری گشت.